# Райли, Элейн
Эле́йн Ра́йли (англ. Elaine Riley; 15 января 1917, Ист-Ливерпул, Огайо — 7 декабря 2015, Лос-Анджелес, Калифорния) — американская актриса кино и телевидения, менее известна как модель и певица.

## Биография
Элейн Райли родилась 15 января 1917 года в городке Ист-Ливерпул (штат Огайо, США). Отец — Аллен Б. Райли, инженер, владелец местной электрической компании; мать звали А. Б. Райли. В 1935 году уехала в Нью-Йорк, где училась на модель в агентстве Powers and Hattie Carnegie и школе моды «Трафаген». В следующем году выиграла титул «Мисс Ист-Ливерпул», и в 1937 году участвовала в конкурсе «Мисс Огайо», где заняла второе место. Следующие три года, под псевдонимом Элейн Грей, была певицей в небольшом танцевально-музыкальном оркестре, гастролирующем по стране. После этого два года работала секретаршей управляющего директора радио WINS в Нью-Йорке.
В 1942 году Райли прибыла в Голливуд с намерением стать киноактрисой. Она заключила контракт с RKO Pictures и за три года появилась примерно в двух десятках фильмов, хотя почти всегда без указания в титрах, в эпизодических ролях. В 1946 году она перешла на работу в Paramount Pictures, где стала в основном играть возлюбленную ковбоя Хопалонга Кэссиди. С 1950 года начала сниматься в телесериалах. Всего за 17 лет кинокарьеры (1943—1960) Райли появилась в 74 фильмах (шесть из них были короткометражными) и сериалах, в 28 случаях без указания в титрах.
В 2004 году получила награду «Золотая бутса».
Элейн Райли скончалась 7 декабря 2015 года, не дожив пяти недель до своего 99-го дня рождения. Её прах был кремирован и развеян над океаном.

### Личная жизнь
В 1946 году Райли вышла замуж за актёра Ричарда Мартина. Брак продолжался 48 лет до самой смерти мужа в 1994 году.

## Избранная фильмография
| В титрах указана - 1945 — Какая блондинка! / What a Blonde — Синтия Ричардс - 1946 — Горячий груз / Hot Cargo — секретарша - 1946 — Прибежище дьявола / The Devil's Playground — миссис Эванс - 1947 — Девушка из варьете / Variety Girl — кассирша - 1948 — Большие часы / The Big Clock — Лили Голд - 1948 — Странная авантюра / Strange Gamble — Нора Мюррей - 1953 — Подрезанные крылья / Clipped Wings — сержант Уайт В титрах не указана - 1943 — Сокол и его товарищи / The Falcon and the Co-eds — Эллен - 1943 — Выше и выше / Higher and Higher — подружка невесты - 1944 — Сокол на Западе / The Falcon Out West — разносчица сигарет - 1944 — Семь дней на берегу / Seven Days Ashore — участница муз. коллектива - 1944 — Шагай веселее / Step Lively — Лоис, «дочь» на репетиции - 1945 — Панамерикана / Pan-Americana — мисс Зильх, секретарша - 1945 — На взводе в два часа дня / Two O'Clock Courage — разносчица сигарет - 1945 — Вы пришли вместе / You Came Along — шоугёл - 1945 — Клуб «Аист» / The Stork Club — Деб - 1948 — Помимо славы / Beyond Glory — медсестра - 1948 — Каждая девушка должна выйти замуж / Every Girl Should Be Married — девушка - 1949 — Псевдоним Ник Бил / Alias Nick Beal — телефонистка в предвыборном штабе Джозефа Фостера - 1949 — Великий любовник / The Great Lover — пассажирка - 1950 — Где живёт опасность / Where Danger Lives — медсестра Бейтс - 1952 — Берегись, моряк / Sailor Beware — комментатор - 1952 — Стальной город / Steel Town — Валери - 1952 — Привет, красотки! / Skirts Ahoy! — военнослужащая WAVES - 1953 — Кэдди / The Caddy — купающаяся красавица - 1956 — Соучастники / Pardners — девушка в данс-холле | - 1950, 1955 — Одинокий рейнджер / The Lone Ranger — разные роли (в 2 эпизодах) - 1951—1953 — Всадник с гор / The Range Rider — разные роли (в 6 эпизодах) - 1952 — Шоу Джина Отри / The Gene Autry Show — разные роли (в 3 эпизодах) - 1955 — Моя маленькая Марджи / My Little Margie — Лоис, ассистент фотографа (в эпизоде Miss Whoozis) - 1955 — Сиско Кид / The Cisco Kid — разные роли (в 2 эпизодах) - 1956 — Фурия / Fury — Элис Паркер (в эпизоде Joey Sees It Through) - 1956 — Выбор народа / The People's Choice — Джози (в эпизоде Sock, the Businessman) - 1956 — Личный секретарь / Private Secretary — Джорджия (в эпизоде Dollars and Sense) - 1957 — Полицейский штата / State Trooper — Элейн Барнс (в эпизоде Jail Trail) - 1957 — Дорожный патруль / Highway Patrol — Джинни Саммерс (в эпизоде Reformation) - 1957—1958 — Линейка / The Lineup — Маделон Гордон (в 3 эпизодах) - 1958 — Приключения Супермена / Adventures of Superman — мисс Коллинс (в эпизоде The Atomic Captive) - 1958 — Техасец / The Texan — Долли (в эпизоде Jail for the Innocents) - 1959 — Шоу Энн Сотерн / The Ann Sothern Show — Хильда (в эпизоде The Tender Trap) - 1960 — Шоу Донны Рид / The Donna Reed Show — Дороти Бёрнс (в эпизоде Just a Housewife) - 1960 — Разыскивается живым или мёртвым / Wanted Dead or Alive — Панама (в эпизоде The Partners) |